# Eryngium cuneifolium
Eryngium cuneifolium är en flockblommig växtart som beskrevs av John Kunkel Small. Eryngium cuneifolium ingår i släktet martornar, och familjen flockblommiga växter. Inga underarter finns listade i Catalogue of Life.